# Taltjänst
Taltjänst är en tolkservice inom regionernas hälso- och  sjukvård. Verksamheten finns i sex regioner: Halland, Stockholm, Uppsala, Västra Götaland, Örebro och Östergötland. Taltjänst erbjuder talstöd, skrivstöd och lässtöd. Tjänsten är avgiftsfri, men i vissa fall har myndigheter betalningsansvar.
Målgruppen är personer med funktionsnedsättning som rör röst, tal eller språk. Funktionsnedsättningen kan exempelvis bero på en förvärvad hjärnskada, neurologisk sjukdom, språkstörning med mera. Det kan handla om svårigheter med att tala, förstå när andra talar eller läsa och skriva. 
Taltjänsttolken stöder personen i att kommunicera med omgivningen och är även ett stöd för övriga parter. Med stöd av taltjänsttolk har personen möjlighet att vara mer självständig, till exempel vid vårdbesök, samhällskontakter och privata kontakter. Taltjänsttolken kan också underlätta digital delaktighet. Det kan handla om kommunikationsstöd vid digitala möten, mejlkontakter eller informationssök på internet. 
Taltjänsttolken har tystnadsplikt och ska vara opartisk.